# Dichogama gudmanni
Dichogama gudmanni là một loài bướm đêm trong họ Crambidae.